# Marc Galle
Marc Galle (Denderleeuw, 11 september 1930 - Gent, 13 april 2007) was een Belgisch taalkundige en politicus voor de SP .

## Levensloop
Marc Galle heeft zijn secundair onderwijs gevolgd aan het Koninklijk Atheneum in Aalst. In 1954 werd hij licentiaat in de Germaanse filologie en geaggregeerde hoger secundair onderwijs aan de Universiteit Gent en in 1963 behaalde hij een doctoraat in de Letteren en Wijsbegeerte aan de VUB.
Op 28 maart 1956 huwde hij met Elsa Dehennin (1932-2009), doctor in de Romaanse filologie en emerita aan de ULB. Samen kregen ze twee kinderen en vijf kleinkinderen. Zijn zoon, Marnix Galle, was gehuwd met Veerle Michiels, dochter van voormalig bingokoning Willy Michiels (Open Vld). Later kreeg Marnix Galle een relatie met onderneemster Michèle Sioen (Sioen Industries) en werd hij CEO van projectontwikkelaar Allfin (later Immobel). Zwemster en sportbestuurster Carla Galle was een nicht van hem.
Galle gaf les aan de Koninklijke Cadettenschool te Laken, de Hogeschool voor Vertalers en Tolken en aan het Rijks Hoger Instituut voor Toneel en Cultuurspreiding. Als hoogleraar gaf hij les aan de Economische Hogeschool van Limburg en de Applicatieschool van de Rijkswacht. Tevens was hij gastprofessor aan verschillende universiteiten: Amsterdam, Jakarta, Buenos Aires, Londen, Cambridge, Göteborg, Stockholm en Parijs.
Hij werd bekend als taalraadsman van de toenmalige BRT in "Taalwenken", "Voor wie haar soms geweld aandoet", waarin hij via de radio elke ochtend om half acht de Vlamingen attent maakte op hun taalonvolkomenheden. Er verscheen ook een gelijknamig boekje met verscheidene van deze taaltips. Ook verzorgde hij een vaste taalrubriek in Het Laatste Nieuws. Tussen 1964 en 1977 was Galle lid van de Vaste Commissie voor Taaltoezicht en van 1970 tot 1974 was hij lid van de Raad voor Taaladvies op het ministerie van Cultuur.
Hij was lid van de Orde van den Prince en een vast medewerker aan Jaarboeken van de Maatschappij voor de Letterkunde. Onder zijn kennissenkring telde hij vele auteurs zoals Gerard Walschap, Herman Teirlinck, Ernest Claes en Marnix Gijsen.

### Louis Couperus
Galle heeft zich al zeer vroeg geïnteresseerd voor het werk van Louis Couperus. In 1963 publiceerde hij Louis Couperus in de kritiek waarin hij vele binnenlandse én buitenlandse critici de revue liet passeren over het werk van Couperus. Dit was een bewerking van en een vervolg op zijn Louis Couperus in de spiegel van de Nederlandse literaire kritiek waarmee Galle in 1954 aan de Rijksuniversiteit Gent zijn licentiaatstitel behaalde. In 1963 schreef hij ook zeer kritisch over de juist verschenen biografie van Couperus door dr. Hendrik Willem van Tricht.
In 1964 publiceerde hij Schimmen van glans, een bloemlezing uit de gedichten van Couperus. Een jaar later bloemleesde hij enkele verhalen in De naumachie en andere verhalen. In 1976 gaf hij een bloemlezing met opdrachten uit voor het onderwijs: Japanse legenden.
Vijftig jaar na het overlijden van Couperus, in 1973, wijdde hij een studie - Van gedroomd minnen tot ons dwaze bestaan - aan Het noodlot in het werk van Louis Couperus.

## Politieke loopbaan
Galles politieke loopbaan begon in 1955 toen hij lid werd van de toenmalige unitaire BSP. Bekend was hij al als socialist en strijdbare flamingant. Hij was lid van het Bureau van de BSP en in 1968 was hij de medestichter van de Vlaamse socialistische Rode Leeuwen in het kiesarrondissement Brussel Hij was voor de BSP meermaals kandidaat voor de parlementsverkiezingen in het arrondissement Brussel en de gemeenteraadsverkiezingen in Evere, maar werd nooit verkozen. In 1977 verhuisde Galle op verzoek van de Vlaamse BSP-partijtop naar Aalst. Van 1982 tot 2000 was hij gemeenteraadslid van Aalst en was eveneens de voorzitter van de Intercommunale Land van Aalst.
Namens de BSP en daarna de SP zetelde hij van april 1977 tot juli 1989 voor het arrondissement Aalst in de Kamer van volksvertegenwoordigers. In de periode mei 1977-oktober 1980 zetelde hij als gevolg van het toen bestaande dubbelmandaat ook in de Cultuurraad voor de Nederlandse Cultuurgemeenschap, die op 7 december 1971 werd geïnstalleerd. Van juli 1977 tot december 1978 maakte hij als secretaris deel uit van het Bureau (dagelijks bestuur) van de Cultuurraad. Vanaf 21 oktober 1980 tot juli 1989 was hij lid van de Vlaamse Raad, de opvolger van de Cultuurraad en de voorloper van het huidige Vlaams Parlement.
Galle was van april 1979 tot december 1981 minister voor de Vlaamse Gemeenschap in de federale regeringen Martens en Eyskens en van december 1981 tot december 1985 minister van Binnenlandse Aangelegenheden in de allereerste Vlaamse executieve van Gaston Geens. Hij veroorzaakte heel wat ophef met een voorstel om de streektaal verplicht te maken voor mandatarissen van ondergeschikte besturen. Dit voorstel leek duidelijk tegen de Franstalige Voerse burgemeester José Happart bedoeld, die onwillig was in de Vlaamse gemeente het Nederlands te gebruiken.
Galle was als federaal minister lid van het interministerieel comité voor institutionele hervormingen. Tijdens zijn nationaal (federaal) mandaat was hij voogdijminister van de Vlaamse gemeenten, provinciën en intercommunales en beheerde hij ook leefmilieu en natuurbehoud alsook het industriële overheidsinitiatief. In deze laatste bevoegdheid redde hij de firma Barco van het faillissement. Hij vaardigde het Afvalstoffendecreet uit en stichtte de Openbare Vlaamse Afvalstoffenmaatschappij (OVAM), de Gewestelijke Investeringsmaatschappij voor Vlaanderen (GIMV), de Vlaamse Waterzuiveringsmaatschappij en het Investeringsfonds voor de Vlaamse Gemeenten om tot een objectieve verdeling van de fondsen te komen. Hij voerde een Saneringslening in waardoor 92 van de 94 Vlaamse deficitaire gemeenten in evenwicht kwamen. Voorts beschermde hij vele landschappen en dieren.
Van 1989 tot 1994 zetelde Galle voor de SP in het Europees Parlement. Hij werd er achtereenvolgens de Voorzitter van de Commissie Reglement en Immuniteiten, en Voorzitter van de Paritaire Interparlementaire Commissie tussen de Europese Unie en Turkije. Als zodanig was hij ook bijzonder gezant van Europa om in Turkije besprekingen te hebben met betrekking tot de aanhouding van een aantal parlementsleden. Onder zijn voorzitterschap keurde de Commissie Europese Zaken van het Belgische Parlement het Verdrag van Maastricht goed. Twee rapporten van hem, namelijk over de illegale uitvoer van kunstwerken en de teruggave van deze aan de lidstaat, werden respectievelijk Verordening en Richtlijn. Verder werd zijn Rapport over de bescherming van de talen in het Europese Parlement met een grote meerderheid aanvaard waardoor ook het Nederlands er officiële taal blijft. Hij was de steller van het Rapport over de invloed van lobbynetwerken op het Europese Parlement. Ook schreef hij voor het Belgische Parlement het Rapport over de Aanwending door België van de Europese Structuurfondsen. Voorts werd hij aangeduid als waarnemer bij de presidentsverkiezingen in Nicaragua in 1993.
In 1994 ambieerde hij het burgemeesterschap te Aalst, maar door partijbeslissingen van de SP liep dit slecht af voor hem.
In 2000 trok Marc Galle zich terug uit de politiek en vestigde hij zich in Gent. Hij overleed er op 13 april 2007.

## Gerechtelijke vervolging
Marc Galle was goed bevriend met auteur Marnix Gijsen. In 1984 zou Gijsen op zijn sterfbed Galle hebben gevraagd om na zijn dood zijn nalatenschap in naam van zijn weduwe te behartigen. Galle werd ook aangesteld om het vermogen en het literair archief van de overleden schrijver als een goed huisvader te beheren. In 2000 diende de familie Gijsen een klacht in tegen Galle wegens misbruik van vertrouwen, schriftvervalsing en verduistering van onder meer 2,5 miljoen euro en twee schilderijen van René Magritte.
Marc Galle moest zich hiervoor in maart 2007 verantwoorden voor de correctionele rechtbank te Brussel. Omdat de minister van staat een maand later overleed verklaarde de rechtbank de strafvordering tegen Galle vervallen en werd de burgerlijke afwikkeling van de zaak als erfeniskwestie doorverwezen naar de bevoegde (burgerlijke) rechtbank van eerste aanleg.

## In populaire cultuur
- Er werd 2x naar hem verwezen in de stripreeks Nero door Marc Sleen:

- In het album De Mosterd van Abraham (1973) slijpt een beul zijn bijl. Terwijl hij er met zijn vinger over strijkt merkt hij op dat de bijl "zo scherp is dat je er het sigarettenvloeitje van Marc Galle mee zou kunnen doorsnijden." (strook 85).
- In het album Het Spook van Zoetendaal (1980-1981) probeert Meneer Pheip Nederlands te leren en leest hierbij Marc Galle's boek Taalwenken. Als hij 's ochtends wakker wordt blijkt de lectuur te hebben gewerkt en spreekt hij vloeiend Nederlands.